# Liste der Monuments historiques in Villemotier
Die Liste der Monuments historiques in Villemotier führt die Monuments historiques in der französischen Gemeinde Villemotier auf.

## Liste der Bauwerke
| Bezeichnung         | Beschreibung                  | Standort | Kennzeichnung | Schutzstatus | Datum | Bild           |
| ------------------- | ----------------------------- | -------- | ------------- | ------------ | ----- | -------------- |
| Mühle von Pertuizet | Erbaut ab dem 18. Jahrhundert | (Lage)   | PA01000012    | Classé       | 2005  | weitere Bilder |